# 慕容稚
慕容 稚（ぼよう ち、生没年不詳）は、五胡十六国時代の前燕の人物。昌黎郡棘城県の出身。鮮卑慕容部の大人慕容廆の子。

## 生涯
咸和8年（333年）10月、征虜将軍慕容仁・広武将軍慕容昭が、鮮卑慕容部の大人慕容皝に対する反乱を起こした。慕容昭は賜死させたが、慕容仁は平郭で自立した。慕容皝は広武将軍高詡・建武将軍慕容幼・慕容稚・広威将軍慕容軍・寧遠将軍慕容汗・司馬冬寿に5千の兵を与え、慕容仁討伐に向かわせた。慕容仁と汶城の北で戦い、大敗した。慕容稚は慕容幼・慕容軍とともに捕らわれた。
咸康2年（336年）1月、慕容仁が慕容皝に滅ぼされると、慕容幼・冬寿・郭充・翟楷・龐鑒らと東に向かって逃走した。途中、慕容幼とともに引き返し、慕容皝に降伏した。
これ以後の事績は、史書に記されていない。

## 家系

### 父
- 慕容廆

### 兄弟
- 慕容翰 - 庶長子
- 慕容皝 - 嫡長子で三男
- 慕容仁
- 慕容昭
- 慕容幼
- 慕容軍
- 慕容汗
- 慕容評
- 慕容彪

### 姉妹
- 慕容氏 - 代王拓跋什翼犍にとついだ